# 毛梅利鎮區 (阿肯色州佩里縣)
毛梅利鎮區（英語：Maumelle Township）是位於美國阿肯色州佩里縣的一個行政鎮區。

## 地方資料
毛梅利鎮區的面積為171.74平方千米，當中陸地面積為171.49平方千米，而水域面積為0.25平方千米。根據2010年美國人口普查的數據，當地共有人口476人，而人口密度為每平方千米2.77人。